# David Zinman

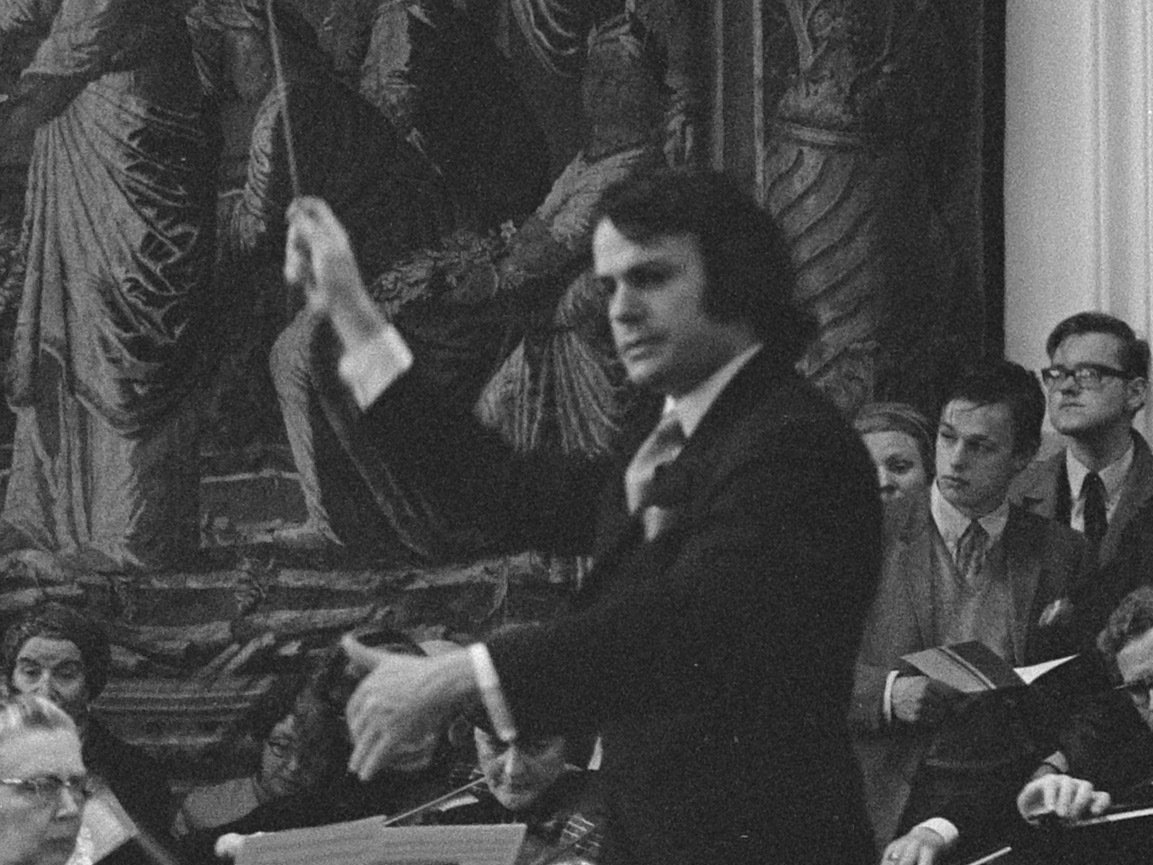
David Zinman (Holland Festival 1971)

David Joel Zinman (* 10. Juli 1936 in New York) ist ein US-amerikanischer Dirigent.

## Leben
Seinen ersten Violinunterricht erhielt Zinman im Alter von sechs Jahren. Er besuchte die Fiorello H. LaGuardia High School of Music & Art and Performing Arts an der Upper West Side in Manhattan und studierte Violine am Oberlin Conservatory of Music in Oberlin, Ohio, sowie Theorie und Komposition an der University of Minnesota in Minneapolis, Minnesota. Am Tanglewood Music Center des Boston Symphony Orchestra in Lenox, Massachusetts, unternahm er Dirigierstudien. In Maine arbeitete er von 1958 bis 1962 mit Pierre Monteux zusammen und war von 1961 bis 1964 dessen Assistent beim London Symphony Orchestra. Beim Holland Festival 1963 hatte er seinen großen Durchbruch.
Zinman war von 1964 bis 1977 (neben Szymon Goldberg) Dirigent des Nederlands Kamerorkest in Amsterdam, danach Musikdirektor des Rochester Philharmonic Orchestra in Rochester, New York von 1974 bis 1985 und schließlich Chefdirigent des niederländischen Rotterdams Philharmonisch Orkest von 1979 bis 1982. Nachdem er zunächst zwei Jahre Gastdirigent war, wirkte er von 1985 bis 1998 als Musikdirektor des Baltimore Symphony Orchestra (BSO) in Baltimore, Maryland. Zusammen mit diesem Orchester nahm er zahlreiche bedeutende Musikproduktionen auf, darunter die Schumann-Sinfonien und amerikanische klassische Musik. Unter seiner Leitung avancierte das BSO zu einem der bedeutendsten Klangkörper in den USA. Er brachte u. a. Werke von John Adams, William Bolcom, Richard Danielpour, Michael Daugherty, Aaron Jay Kernis, Leon Kirchner, Christopher Rouse und Michael Torke zur Uraufführung. Seine Aufnahme der 3. Sinfonie von Henryk Mikołaj Górecki mit der London Sinfonietta wurde zu einem internationalen Bestseller.
Seit 1995 war er Chefdirigent des Zürcher Tonhalle-Orchesters. Dort hatte er große Erfolge (Beethoven-Sinfonien, Musik von Robert Schumann und Richard Strauss) in seinen Konzerten und wurde auch dank seiner CD-Einspielungen gefeiert. Im Herbst 2009 haben Zinman und das Tonhalle-Orchester zusammen mit den Komponisten Diego Baldenweg mit Nora Baldenweg & Lionel Vincent Baldenweg einen aufwendigen Soundtrack für den Kinofilm 180° aufgenommen, welcher am Internationalen Filmfestival Locarno mit dem SUISA-Preis für die „beste Filmmusik 2010“ honoriert wurde.   Seit 2010 leitet er mit dem Orchester internationale Dirigierkurse. 2014 nahm er in Zürich seinen Abschied.
Von 1998 bis 2009 war er künstlerischer Leiter des Aspen Music Festival and School in Aspen, Colorado sowie Programmdirektor der American Academy of Conducting. Immer wieder dirigiert Zinman die renommierten amerikanischen Orchester von Boston, Cleveland, Los Angeles, Minnesota, Philadelphia, Chicago, Pittsburgh, San Francisco und New York; in Europa gastiert er bei den Berliner Philharmonikern, beim Orchestre de Paris, beim Concertgebouw-Orchester Amsterdam, beim Londoner Philharmonia Orchestra, den Münchner Philharmonikern, dem Sinfonieorchester des Bayerischen Rundfunks und dem Gewandhausorchester Leipzig sowie dem Israel Philharmonic Orchestra.
David Zinman lebt in New Jersey, USA, und in Zürich.

## Auszeichnungen
- 1989: Grammy Awards in den Kategorien «Beste Soloinstrument-Darbietung mit Orchester» und «Beste klassische Solo-Gesangsdarbietung»
- 1991: Ehrendoktorwürde (Doctor of Humane Letters) des University of Minnesota College of Liberal Arts[5]
- 1993: Gramophone Classical Music Awards in der Kategorie «Best-selling Record»
- 1994: Gramophone Classical Music Awards in der Kategorie «Orchestral»
- 1994: Grammy Awards in den Kategorien «Beste Soloinstrument-Darbietung mit Orchester» und «Beste zeitgenössische klassische Komposition»
- 1997: Ditson Conductor’s Award des Alice M. Ditson Fund[6]
- 1997: Grammy Awards in den Kategorien «Bestes Klassik-Album» und «Beste Soloinstrument-Darbietung mit Orchester»
- 1998: Gramophone Classical Music Awards in der Kategorie «Concerto»
- 1999: Jahrespreis des Preises der deutschen Schallplattenkritik für die Gesamteinspielung der Beethoven-Sinfonien[7] (mit dem Tonhalle-Orchester Zürich)
- 2000: Chevalier de l’Ordre des Arts et des Lettres durch den französischen Kulturminister
- 2002: Kunstpreis der Stadt Zürich
- 2006: Theodore-Thomas-Award der Conductors Guild
- 2008: Midem Classical Award in der Kategorie «Artist of the Year»
- 2011: ECHO Klassik in der Kategorie «Sinfonische Einspielung des Jahres (19. Jh.)»[8]
- 2012: Aufnahme in die American Classical Music Hall of Fame and Museum
- 2014: Ehrendirigent des Tonhalle-Orchesters Zürich
- 2015: ECHO Klassik in der Kategorie «Dirigent des Jahres»[9]
- 2015: Bestenliste 1-2015 des Preises der deutschen Schallplattenkritik[10]